# FIAT Mod.1915 Villar Perosa
Le Villar Perosa ou Fiat Mod. 1915 est un pistolet mitrailleur qui est considéré par les spécialistes en la matière, comme le premier pistolet mitrailleur de l'histoire.
Bien que ses caractéristiques soient parfaitement conformes à la définition « arme à feu portable apte à tirer de manière automatique en utilisant des munitions pour pistolet », la structure du Fiat Mod. 1915 est très différente de la configuration classique des autres pistolets mitrailleurs. 
Conçu à l'aube de la Première Guerre mondiale, il sera mis en service plus de deux ans avant le MP-18 allemand qui se définit comme le premier pistolet mitrailleur utilisé au combat. 
Cette arme fera l'objet d'évolutions constantes au cours du conflit et constitue l'arme principale des forces spéciales Reparti d'assalto d'assaut italiennes.

## Histoire

### Genèse
Quelques mois avant le déclenchement des hostilités contre l'Empire austro-hongrois, le Haut commandement militaire italien détient le brevet d'une arme à feu automatique révolutionnaire semblable à un pistolet portatif développé par le colonel Bethel Abiel Revelli de Beaumont daté du 8 avril 1914.
En août 1915, la société "Villar Perosa", nom dérivé de la ville de Villar Perosa près de Turin, siège de la société OVP (Officine Villar Perosa) le fabricant des premiers prototypes, a été soumise à l'examen de la commission du Regio Esercito-REI. Elle reçoit sur-le-champ un avis favorable pour l'utilisation opérationnelle de cette nouvelle arme. L'avis favorable a été également facilité par l'influence de FIAT en la personne de son Président, le Sénateur Giovanni Agnelli, qui possédait la plus grosse part du capital de la société OVP.
À la suite des essais qui ont été menés à Udine, les officiers supérieurs de l'armée du Roi d'Italie ont vite réalisé le potentiel énorme de la nouvelle arme. Le colonel Conso, Chef du Bureau technique du Haut Commandement militaire (CSI), a écrit : « la mitrailleuse légère Revelli pourrait rendre de grands services à la fois comme arme défensive et offensive, ce qui aurait représenté une augmentation significative de ' l'efficacité de feu à courte portée ".
Cette déclaration, enthousiaste par l'apparente flexibilité et la polyvalence d'utilisation de l'arme, cachait les limites évidentes d'une arme jamais vraiment efficace ni dans une utilisation défensive, usage pour lequel elle n'avait pas été conçue (faible puissance des munitions, problèmes de refroidissement et capacité insuffisante du magasin de munitions), ni, du moins durant les premières années, pour une utilisation offensive (ergonomie de la structure et cadence de tir trop importante).
Par conséquent, le "Villar Perosa" n'a jamais été pleinement compris, comme en témoigne le grand nombre de secteurs opérationnels. Durant toute la période de guerre, il a été monté sur les avions, les motos et même les vélos. Il fut utilisé par l'infanterie comme arme d'assaut mais aussi comme support de mitrailleuse. Pour cette dernière utilisation, il a été complété avec un bouclier de 26 kg qui, selon le colonel Conso devait garantir une parfaite confiance dans l'armement et renforcer l'esprit offensif.

### Le début de la production

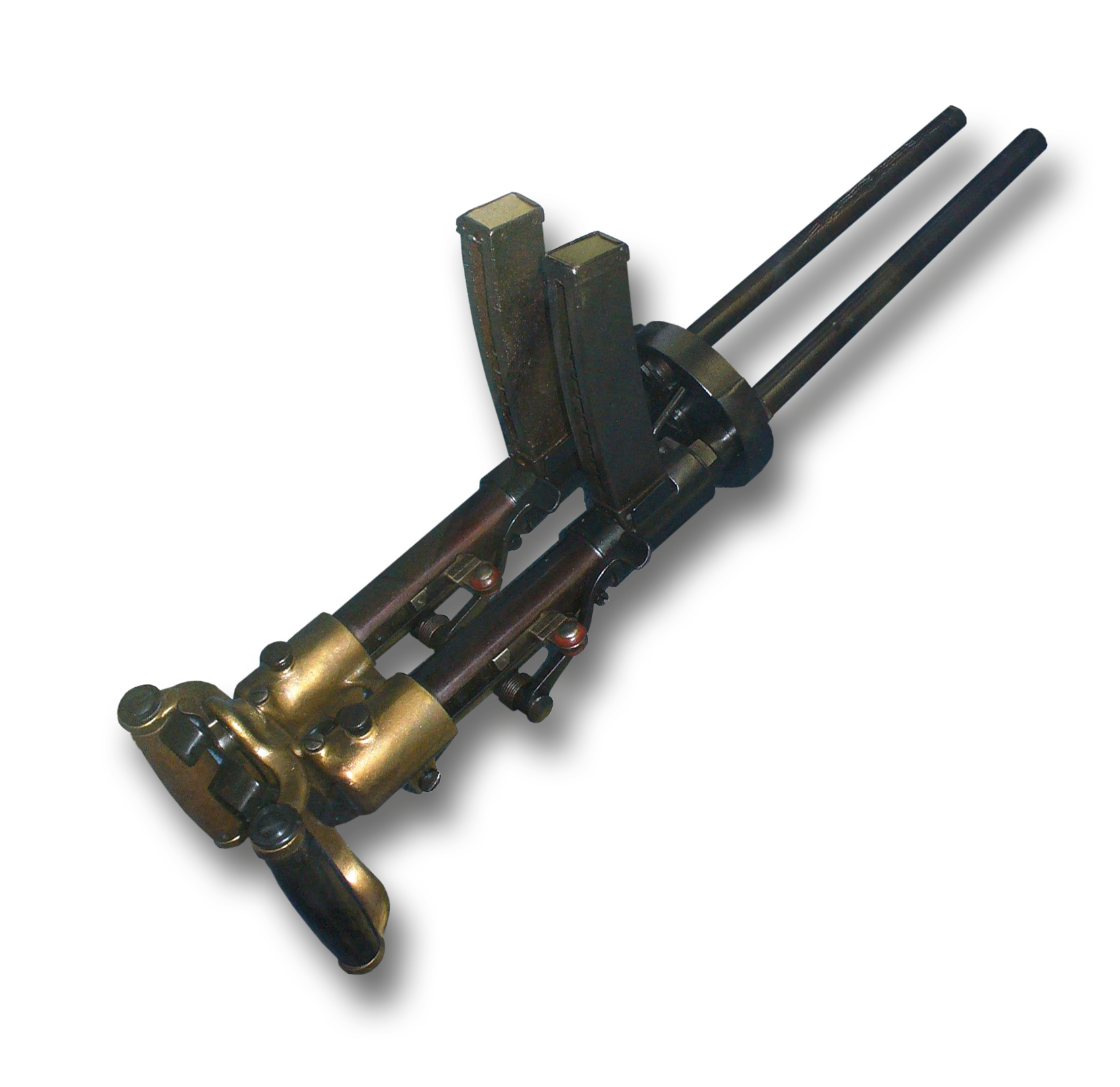
Villar Perosa M15, vu de trois-quarts.

En août 1915, à la fin du cycle d'évaluation, le sous-secrétariat des armes et munitions signe avec la "Société Métallurgique Bresciana", société qui produisait les Pistolets Glisenti modèle 1910/Brixia modèle 1912 et sa variante Brixia Mod. 1913, un contrat pour la fourniture de 5.000 unités. La société s'est engagée à fournir un premier lot de 2.480 armes, qui ont été produites par son sous-traitant OVP à une cadence d'environ 500 mitrailleuses par mois. Les sociétés Ansaldo et Acciaierie di Terni furent chargées de la réalisation des boucliers. En novembre 1915, après des tests intensifs à l'École d'Application de l'infanterie, l'Armée commande 1.600 armes supplémentaires pour équiper la Troisième Armée, avec l'intention d'attribuer à chaque compagnie d'infanterie les Alpins, les Bersagliers et la Garde des finances, 4 armes avec une dotation de 60 000 cartouches de munitions pour chacune. Si cette distribution avait été portée à son terme, l'armée du Roi d'Italie aurait été dotée de 8.412 mitrailleuses correspondant à une dépense totale, à l'exclusion des munitions, d'environ 15.642.114 £ (£ires italiennes de l'époque).
Après la livraison du premier lot de "Villar Perosa" il était évident que les volumes de production prévus étaient, tout du moins pendant les premières années, impossibles à respecter. La société "OVP" a fait savoir que la commande initiale de 1.600 armes ne serait pas complétée avant juin 1916 lorsque la production aurait atteint une cadence normale d'environ 400 unités par mois. Pour les munitions d'autres problèmes surgirent : la société productrice, la société Pirotecnico de Bologne, la seule capable de produire 1 million de cartouches de ce type par mois ; toutes les autres entreprises consultées ayant répondu par la négative, déjà saturées avec la production des munitions M.70-87. Il y eut également des difficultés dans la réalisation des 250 premiers boucliers de protection dont la livraison ne sera effective qu'en mars 1916.
Si l'on ajoute à ces problèmes industriels les difficultés financières chroniques qui affligent toutes les armées du monde et celle du Roi d'Italie, il est facile de comprendre les raisons qui ont conduit le Général Dallolio à réduire la commande pour revenir à la quantité initiale de 2.480 armes et 35.000 cartouches chacune, ce qui lui permit d'équiper chaque compagnie avec au moins une mitrailleuse.
Après Caporetto, l'effort de guerre connut une ampleur telle qu'il fit exploser la production de "Villar Perosa" grâce à l'intervention directe de FIAT et de "Canadian General Electric Company Ltd" de Toronto. À la fin des hostilités, les fournitures avaient atteint le chiffre record de 14.564 pistolets mitrailleurs livrés et plus de 836 millions de cartouches produites soit plus de 57.000 unités par arme en service, dépassant ainsi toutes les prévisions les plus optimistes.

## Utilisateurs
- Royaume d'Italie
- Empire allemand
- Autriche-Hongrie - copie conforme du modèle fabriqué par la société Steyr Armes sous le nom Sturmpistole M-18.
- Grande-Bretagne (testé)